# Кларк, Ян
Ян Кларк (р. 1964) — британский флейтист и композитор.
Его сочинения составляют значительную часть в репертуаре как всемирно известных исполнителей, так и в качестве учебного материала для студентов колледжей и консерваторий.
Ян Кларк  является профессором флейты в Гилдхоллской школе музыки и театра, а также ведет мастер-классы в Королевской академии музыки, Королевской Шотландской академии, Royal Northern, and Trinity College of Music.

## Биография
Рожденный отцом-химиком (игравшим в Национальном молодежном оркестре Великобритании) и матерью, которая давала частные уроки музыки на виолончели и фортепиано, музыкальные занятия Кларка начались на блокфлейте в 6 лет. Он начал заниматься фортепиано в возрасте 8 лет и начал заниматься музыкой. Интерес к флейте у него появился в возрасте 10 лет, так что он начал учить сам себя играть на флейте. После ранних частных уроков от учителей кларнета, в возрасте 16 лет, он начал ходить на частные уроки к Саймону Хантому и Аверилому Уильямсому в Школе Музыки и Драмы Гилдхолл.
В то время как Кларк слушал классическую музыку в детстве, со временем он стал проявлять все больший интерес к рок-музыке. Кларк читал математику в течение года в Лондонской школе экономики, но затем покинул университет в течение года, чтобы сосредоточиться на игре на флейте, где его преподаватели также включали Кейт Лукас. Он также сформировал рок-группу. Он продолжил неполный рабочий день в Гилдхолле, давая частные уроки и выступая со своей рок-группой. Он перешёл в Имперский колледж Лондона, чтобы окончить его степень, и окончил с отличием в математике в 1986 году.
Ян Кларк и его рок-группа записали альбом в 1987 году, которая называлась "Environmental Images". Группа развивалась и к 1992 году получила название "Diva Music", сотрудничество между Кларком и Саймоном Пейнтером дало Diva Music выпуститься в качестве музыки для кино и телевидения.
С 2000 года Кларк был профессором флейты в Гилдхоллской школе музыки и драмы. Он дал мастер-классы в Королевской академии музыки, Королевской шотландской академии, Королевском северном музыкальном колледже, Королевском валлийском колледже музыки и драмы и Тринити-колледже музыки и регулярно был приглашаем на постановку и проведение мастер-классов на многочисленных флейтах Мероприятий и летних школ на международном уровне. Наряду с Клэр Саутворт, Кларк возглавлял Летнюю школу Вольдинга в течение многих лет. В 2013 году он стал преподавать и выступать в Шотландской летней школе.
Кларк дебютировал в 2001 году в качестве приглашенного солиста на Международном фестивале флейты Национальной флейтовой ассоциации (NFA) в Далласе. Он был приглашенным артистом на Венгерской национальной флейте в 2003 году и главным артистом на съезде NFA в Сан-Диего в 2005 году. С тех пор он выступал в качестве приглашенного солиста на крупных съездах в Италии, Бразилии, Словении, Венгрии, Нидерландах и неоднократно для Британского общества флейты (BFS) и для NFA.
В 2005 году Кларк выпустил свой дебютный "CD Inside", в котором было представлено двенадцать его собственных композиций. Кларк сочинил классические произведения для сольной флейты, для флейты и фортепиано и для «хора флейты». Его сочинение широко использует расширенные техники — реактивные свистки, тембральные трели, альтернативные аппликатуры и одновременное пение и игры. Работа Кларка привлекла повышенное внимание общественности в Великобритании, тогда флейтист Дэвид Смит решил исполнить композицию Кларка "Zoom Tube" в финале деревянного духового оркестра конкурса молодых исполнителей BBC в 2008 году.